# Fabricio Díaz
Fabricio Díaz Badaracco (La Paz, Canelones, 3 de febrero de 2003) es un futbolista uruguayo que juega como centrocampista en el Al-Gharafa Sports Club de la Qatar Stars League, máxima categoría del fútbol catarí. Fue el capitán de la selección sub-20 de Uruguay campeona del mundo en 2023, también ha sido convocado a la selección absoluta de Uruguay.

## Trayectoria
Realizó el baby fútbol en La Paz Wanderers, club de su ciudad natal, fue tres veces campeón con su categoría.
El 12 de febrero de 2016, con 13 años, se incorporó a las formativas de Liverpool Fútbol Club, equipo de Montevideo, realizó su desarrollo juvenil en la capital del país. Jugó 29 partidos y convirtió 8 goles con la sub-14 del club durante el 2017. Al año siguiente mantuvo una buena participación y cuota goleadora, anotó 10 goles en 29 juegos con la sub-15.
En 2019 mostró un gran nivel, por lo que tras jugar con la sub-16 fue ascendido a la sub-19, incluso alternó en Tercera División, y en una ocasión practicó con el primer equipo, dirigido por Osvaldo Canobbio. Durante el año jugó 24 partidos y convirtió 8 goles con Sexta División, estuvo en 10 partidos y anotó 2 goles con Cuarta División, también defendió el club en Tercera en 7 oportunidades e hizo 1 gol.
Ya para el año 2020 realizó la pretemporada con el plantel principal de Liverpool, el técnico Román Cuello lo ascendió y lo probó en partidos de práctica, contra Deportivo Maldonado y Progreso.
El 18 de enero jugó un partido amistoso internacional, fue contra Talleres de Córdoba, Fabricio disputó todo el partido pero perdieron 5-1 en el Estadio Francisco Cabasés.
El 1° de febrero de 2020 debutó como profesional con 16 años, fue en la Supercopa Uruguaya 2020 contra el Club Nacional de Football, equipo al que enfrentó como titular con la camiseta número 29, fue un partido parejo el cual finalizó 2-2 en tiempo reglamentario y aunque se acalambró, jugó toda la prórroga en ese estado y al minuto 112 convirtió su primer gol oficial, con el que sentenció el partido 2-4 a favor de Liverpool para que se lleven el trofeo, sobre ese día el técnico declaró:

«Lo de Fabricio (Díaz) simboliza lo que fue Liverpool. Estaba acalambrado desde los treinta minutos del segundo tiempo y terminó corriendo y metiendo el cuarto gol. Es pura calidad y todo corazón.»
Román Cuello

Su segundo partido oficial fue a nivel internacional, en la primera ronda de la Copa Sudamericana 2020 el 12 de febrero, jugó los 90 minutos contra Llaneros de Guanare en Venezuela y ganaron 0-2.
La temporada 2020 fue particular debido al COVID-19 y durante meses se pausaron los campeonatos. Díaz se consolidó en el primer equipo, disputó los 15 partidos del Torneo Apertura 2020 y 6 encuentros en el Torneo Intermedio 2020. El Torneo Clausura 2020 se jugó en el año 2021, certamen en el que Liverpool se destacó y en la fecha 13 al vencer a Nacional 0-4 en el Gran Parque Central consiguieron el título, Fabricio estuvo presente en el torneo en 14 oportunidades. A nivel internacional Liverpool llegó hasta segunda ronda de la Sudamericana, instancia en la que fueron eliminados por Sport Huancayo.
En la temporada 2021 mantuvo un buen nivel y fue regular en todas las competiciones. El 13 de septiembre fue el capitán del equipo por primera vez, con 18 años, se enfrentaron a Deportivo Maldonado y ganaron 1-0. En la temporada defendió al club en 30 oportunidades, de las cuales 28 fueron por el campeonato local y 2 por Copa Libertadores.
Fue en 2022 cuando mostró su mejor nivel, se consolidó como el capitán de Liverpool, ganaron el Torneo Apertura y llegaron a la final del Torneo Intermedio pero fueron derrotados por Nacional. Fue incluido en el equipo ideal del año por la AUF y El Observador.
Tras 122 partidos jugados, 5 goles convertidos y 7 asistencias, dejó Liverpool con 20 años y 4 títulos ganados para cambiar de equipo.
El 14 de septiembre de 2023 se anunció su venta al Al-Gharafa Sports Club, el club catarí adquirió el 100% de su ficha.
Debutó en Asia el 28 de septiembre, fue titular para enfrentar al en ese entonces líder del campeonato, Al-Sadd, pero perdieron 4-0 en el Estadio Internacional Jalifa.

## Selección nacional

### Juveniles
Fabricio ha sido parte de la selección de Uruguay en la categoría juvenil sub-20.
En marzo de 2020 fue citado por primera vez para entrenar con la selección sub-20 de Uruguay, el entrenador Gustavo Ferreyra lo convocó de cara el Sudamericano Sub-20 de 2021, a pesar de ser categoría sub-18.
Iban a jugar una serie de amistosos contra Honduras pero debido a la Pandemia de COVID-19 se suspendieron las actividades en marzo de 2020. Regresaron a los entrenamientos en el mes de septiembre y terminaron el año sin rodaje internacional. En 2021 tampoco tuvieron la posibilidad de jugar contra otras selecciones, finalmente la CONMEBOL suspendió los Campeonatos Sudamericanos sub-15, sub-17 y sub-20 de 2021. En su primera etapa con la selección, compartió entrenamientos con jugadores como Joaquín Sosa, César Araújo, Matías Arezo, Thiago Borbas, Manuel Ugarte.
Tras la cancelación de las competiciones oficiales, comenzaron los entrenamientos de la próxima selección sub-20, que competiría en el Sudamericano 2023, en la cual Fabricio fue incluido por el entrenador Gustavo Ferreyra.
Debutó con la Celeste el 8 de diciembre de 2021, fue en un amistoso internacional contra Chile, fue titular y empataron 1-1. El 12 de diciembre convirtió su primer gol, el rival fue Paraguay, selección a la que derrotaron 1-3.
El 3 de enero de 2023 se dio a conocer la lista definitiva del plantel que disputaría el Campeonato Sudamericano Sub-20 y Fabricio fue confirmado por el entrenador Marcelo Broli.
Debutó en el Sudamericano Sub-20 el 22 de enero, fue el capitán del equipo y convirtió el primer gol del partido contra Chile, combinado al que derrotaron 0-3.
Tras 7 partidos ganados, 1 empatado y 1 perdido, Uruguay logró el subcampeonato y se clasificaron a la Copa Mundial Sub-20 y a los Juegos Panamericanos. Díaz estuvo presente en 8 encuentros, convirtió 5 goles y brindó 2 asistencias.
En la Copa Mundial mantuvo la capitanía, tuvo una buena actuación y tras vencer a Italia en la final Uruguay se coronó campeón del mundo sub-20 por primera vez en su historia.

### Absoluta
Fue convocado a la selección absoluta de Uruguay por primera vez el 22 de marzo de 2022 con 19 años, debido a la baja de Matías Vecino por positivo de COVID. Entrenó con referentes como Edinson Cavani y Luis Suárez, pero no llegó a integrar el banco de suplentes. En marzo Uruguay jugó las últimas dos fechas de las eliminatorias para la Copa Mundial de Fútbol de 2022 y ganaron los dos partidos, ante Perú y Chile, por lo que clasificaron a la Catar 2022.
El 21 de octubre el entrenador Diego Alonso entregó la lista de 55 jugadores reservados para el Mundial 2022 de Catar y Fabricio fue incluido. Entrenó unos días con la selección pero en la lista definitiva mundialista fue desafectado.
Volvió a ser considerado en la primera convocatoria de Marcelo Bielsa, el 2 de junio de 2023. Estuvo en el banco de suplentes por primera vez del 20 de junio en un partido amistoso contra Cuba en el Estadio Centenario, no tuvo minutos pero ganaron 2-0.

## Estadísticas

### Clubes
Actualizado al último partido citado el 24 de mayo de 2025.
| Club                      | Div.          | Temporada     | Liga  | Liga  | Liga   | Copas nacionales | Copas nacionales | Copas nacionales | Copas internacionales | Copas internacionales | Copas internacionales | Total | Total | Total  |
| Club                      | Div.          | Temporada     | Part. | Goles | Asist. | Part.            | Goles            | Asist.           | Part.                 | Goles                 | Asist.                | Part. | Goles | Asist. |
| ------------------------- | ------------- | ------------- | ----- | ----- | ------ | ---------------- | ---------------- | ---------------- | --------------------- | --------------------- | --------------------- | ----- | ----- | ------ |
| Liverpool F. C. · Uruguay | 1.ª           | 2020          | 36    | 0     | 3      | 1                | 1                | 0                | 4                     | 0                     | 1                     | 41    | 1     | 4      |
| Liverpool F. C. · Uruguay | 1.ª           | 2021          | 28    | 1     | 1      | —                | —                | —                | 2                     | 0                     | 0                     | 30    | 1     | 1      |
| Liverpool F. C. · Uruguay | 1.ª           | 2022          | 33    | 3     | 1      | 1                | 0                | 0                | 1                     | 0                     | 0                     | 35    | 3     | 1      |
| Liverpool F. C. · Uruguay | 1.ª           | 2023          | 14    | 0     | 1      | -                | -                | -                | 2                     | 0                     | 0                     | 16    | 0     | 1      |
| Liverpool F. C. · Uruguay | Total club    | Total club    | 111   | 4     | 6      | 2                | 1                | 0                | 9                     | 0                     | 1                     | 122   | 5     | 7      |
| Al-Gharafa S. C. Catar    | 1.ª           | 2023-24       | 15    | 0     | 1      | 7                | 1                | 1                | —                     | —                     | —                     | 22    | 1     | 2      |
| Al-Gharafa S. C. Catar    | 1.ª           | 2024-25       | 20    | 0     | 0      | 8                | 1                | 0                | 9                     | 0                     | 0                     | 37    | 1     | 0      |
| Al-Gharafa S. C. Catar    | 1.ª           | 2025-26       | 0     | 0     | 0      | -                | -                | -                | -                     | -                     | -                     | 0     | 0     | 0      |
| Al-Gharafa S. C. Catar    | Total club    | Total club    | 35    | 0     | 1      | 15               | 2                | 1                | 9                     | 0                     | 0                     | 59    | 2     | 2      |
| Total carrera             | Total carrera | Total carrera | 146   | 4     | 7      | 17               | 3                | 1                | 18                    | 0                     | 1                     | 181   | 7     | 9      |
| 1. 2.                     |               |               |       |       |        |                  |                  |                  |                       |                       |                       |       |       |        |

### Selección
Actualizado al último partido citado el 21 de junio de 2023.
| Selección          | Temporada         | Continental | Continental | Continental | Mundial | Mundial | Mundial | Amistosos | Amistosos | Amistosos | Total | Total | Total  |
| Selección          | Temporada         | Part.       | Goles       | Asist.      | Part.   | Goles   | Asist.  | Part.     | Goles     | Asist.    | Part. | Goles | Asist. |
| ------------------ | ----------------- | ----------- | ----------- | ----------- | ------- | ------- | ------- | --------- | --------- | --------- | ----- | ----- | ------ |
| Sub-20 · Uruguay   | 2021              | -           | -           | -           | -       | -       | -       | 2         | 1         | 0         | 2     | 1     | 0      |
| Sub-20 · Uruguay   | 2022              | —           | —           | —           | —       | —       | —       | 11        | 3         | 0         | 11    | 3     | 0      |
| Sub-20 · Uruguay   | 2023              | 8           | 5           | 2           | 7       | 0       | 1       | 2         | 1         | 0         | 17    | 6     | 3      |
| Sub-20 · Uruguay   | Total sel.        | 8           | 5           | 2           | 7       | 0       | 1       | 15        | 5         | 0         | 30    | 10    | 3      |
| Absoluta · Uruguay | 2023              | -           | -           | -           | —       | —       | —       | 0         | 0         | 0         | 0     | 0     | 0      |
| Absoluta · Uruguay | Total sel.        | 0           | 0           | 0           | 0       | 0       | 0       | 0         | 0         | 0         | 0     | 0     | 0      |
| Total selecciones  | Total selecciones | 8           | 5           | 2           | 7       | 0       | 1       | 15        | 5         | 0         | 30    | 10    | 3      |
| 1. 2.              |                   |             |             |             |         |         |         |           |           |           |       |       |        |

## Palmarés

### Títulos internacionales
| Título              | Equipo               | Sede      | Año  |
| ------------------- | -------------------- | --------- | ---- |
| Copa Mundial Sub-20 | Selección de Uruguay | Argentina | 2023 |

### Títulos nacionales
| Título                 | Equipo           | País    | Año  |
| ---------------------- | ---------------- | ------- | ---- |
| Supercopa Uruguaya     | Liverpool F. C.  | Uruguay | 2020 |
| Torneo Clausura        | Liverpool F. C.  | Uruguay | 2021 |
| Torneo Apertura        | Liverpool F. C.  | Uruguay | 2022 |
| Torneo Intermedio      | Liverpool F. C.  | Uruguay | 2023 |
| Copa del Emir de Catar | Al-Gharafa S. C. | Catar   | 2025 |

### Distinciones individuales
| Distinción                                    | Año  |
| --------------------------------------------- | ---- |
| Premios AUF - Equipo ideal del mes (junio)    | 2021 |
| Premios AUF - Joven talento del mes (febrero) | 2022 |
| Premios AUF - Equipo ideal del mes (febrero)  | 2022 |
| Premios AUF - Equipo ideal del mes (marzo)    | 2022 |
| Premios AUF - Equipo ideal del mes (mayo)     | 2022 |
| Fútbolx100 – Equipo ideal del año             | 2022 |
| Premios AUF – Equipo ideal del año            | 2022 |